# Tyrone Power

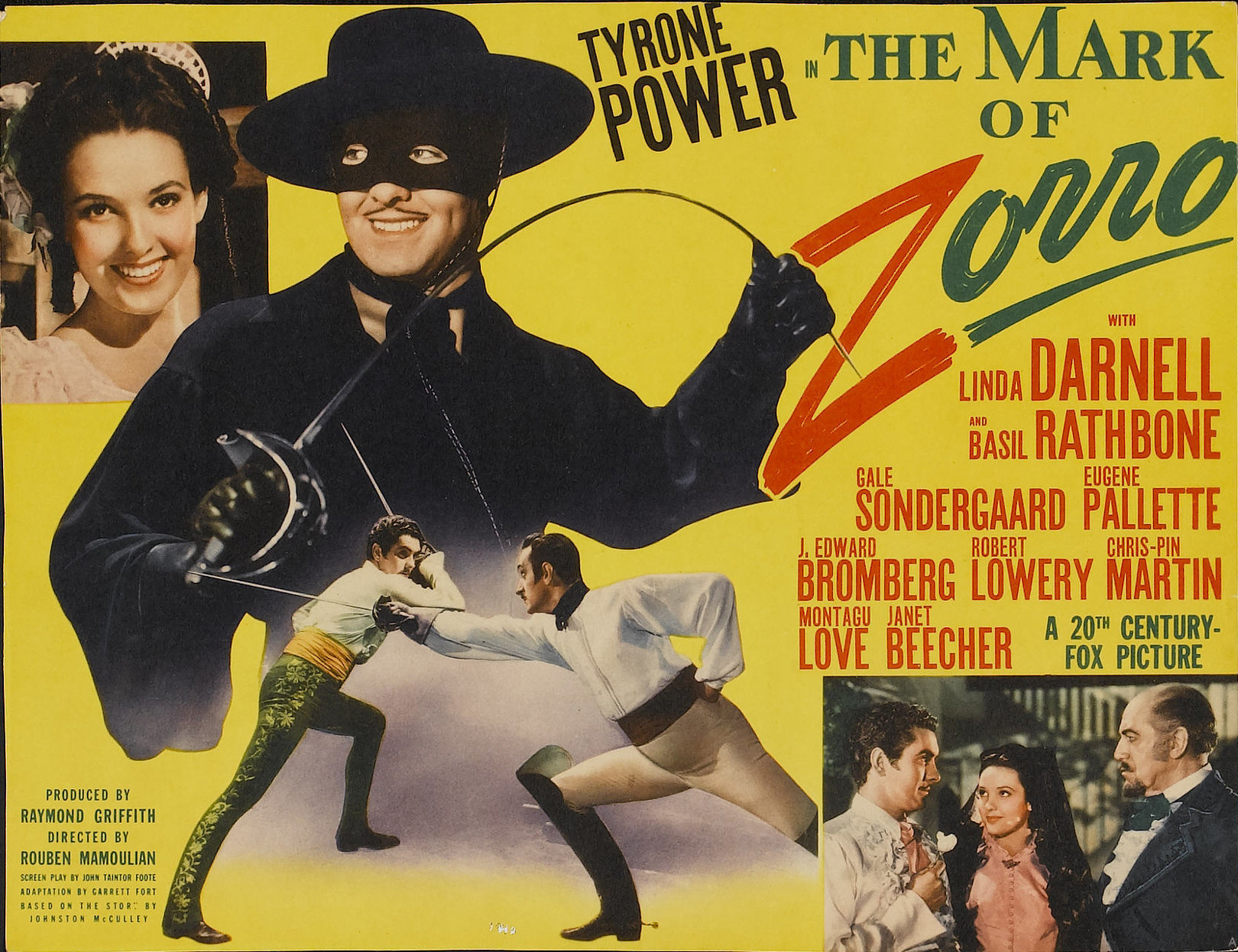
Tyrone Power în Semnul lui Zorro (1940)

Tyrone Edmund Power III (n. 5 mai 1914, Cincinnati, Ohio, SUA – d. 15 noiembrie 1958, Madrid, Noua Castilie⁠(d), Spania) a fost un actor american. Din anii 1930 până în anii 1950, Power a apărut în zeci de filme, adesea în roluri de swashbuckler (spadasin) sau în filme romantice. Printre filmele sale mai cunoscute se numără Semnul lui Zorro (The Mark of Zorro, 1940), Marie Antoinette (1938), Blood and Sand (1941), Lebăda neagră (Black Swan, 1942), Principele vulpilor (Prince of Foxes, 1948), Martorul acuzării (1947), The Black Rose (1950) și Căpitanul din Castilia (Captain of Castile, 1957). Filmul preferat al lui Power dintre cele în care a jucat a fost Aleea coșmarului  (Nightmare Alley, 1947).
Cu toate că a fost în mare parte un idol de matineu (matinee idol) în anii 1930 și începutul anilor 1940 și cunoscut pentru aspectul său izbitor, Power a jucat în filme de mai multe genuri, de la dramă la comedie ușoară. În anii 1950 a început să pună limită numărului de filme pe care le va face pentru a aloca mai mult timp producțiilor de teatru. El a primit cele mai mari distincții ca actor de teatru în John Brown's Body și Mister Roberts. Power a decedat de infarct miocardic la 44 de ani, după o lungă secvență de duel la două treimi din filmarea peliculei Solomon și regina din Saba (r. King Vidor, 1959) și a fost înlocuit de Yul Brynner.

## Filmografie

### Film
| An   | Titlu                                           | Rol                        | Regizor            | Note |
| ---- | ----------------------------------------------- | -------------------------- | ------------------ | --- |
| 1925 | School for Wives                                |                            | Victor Halperin    | nemenționat |
| 1932 | Tom Brown of Culver                             | John                       | William Wyler      | Ca Tyrone Power Jr. |
| 1934 | Flirtation Walk                                 | Cadet                      | Frank Borzage      | nemenționat |
| 1936 | Girls' Dormitory                                | Count Vallais              | Irving Cummings    | Billed as Tyrone Power Jr. |
| 1936 | Ladies in Love                                  | Count Karl Lanyi           | Edwin H. Griffith  | Ca Tyrone Power Jr. |
| 1936 | Lloyd's of London                               | Jonathan Blake             | Henry King         | |
| 1937 | Love Is News                                    | Steve Layton               | Tay Garnett        | Refăcut ca That Wonderful Urge (1948)                                                                                          |
| 1937 | Café Metropole                                  | Alexis                     | Edwin H. Griffith  | |
| 1937 | Thin Ice                                        | Prince Rudolph             | Sidney Lansfield   | Alt titlu Lovely to Look At (UK)                                                                                               |
| 1937 | Second Honeymoon                                | Raoul McLish               | Walter Lang        | |
| 1938 | In Old Chicago                                  | Dion O'Leary               | Henry King         | |
| 1938 | Rapsodia diabolică (Alexander's Ragtime Band)   | Roger "Alexander" Grant    | Henry King         | |
| 1938 | Marie Antoinette                                | Count Axel de Fersen       | W.S. Van Dyke      | Lansat inițial în sepiaton |
| 1938 | Suez                                            | Ferdinand de Lesseps       | Allan Dwan         | Lansat inițial în sepiaton |
| 1939 | Jesse James                                     | Jesse James                | Henry King         | Filmat în Tehnicolor |
| 1939 | Rose of Washington Square                       | Barton DeWitt Clinton      | Gregory Ratoff     | |
| 1939 | Second Fiddle                                   | Jimmy Sutton               | Sidney Lansfield   | alt titlu Irving Berlin's Second Fiddle                                                                                        |
| 1939 | The Rains Came                                  | Dr. Major Rama Safti       | Clarence Brown     | Re-lansat în sepiaton |
| 1939 | Day-Time Wife                                   | Ken Norton                 | Gregory Ratoff     | |
| 1940 | Johnny Apollo                                   | Bob Cain (Johnny Apollo)   | Henry Hathaway     | |
| 1940 | Brigham Young                                   | Jonathan Kent              | Henry Hathaway     | Sau Brigham Young – Frontiersman. Lansat inițial în sepiaton                                                                   |
| 1940 | Semnul lui Zorro (The Mark of Zorro)            | Don Diego Vega / Zorro     | Rouben Mamoulian   | |
| 1941 | Blood and Sand                                  | Juan Gallardo              | Rouben Mamoulian   | Filmat în Technicolor |
| 1941 | A Yank in the R.A.F.                            | Tim Baker                  | Henry King         | |
| 1942 | Son of Fury: The Story of Benjamin Blake        | Benjamin Blake             | John Cromwell      | Lansat inițial cu cadre în sepiaton                                                                                            |
| 1942 | This Above All                                  | Clive Briggs               | Anatole Litvak     | |
| 1942 | Lebăda neagră (The Black Swan)                  | Jamie Waring               | Henry King         | Filmat în Tehnicolor |
| 1943 | Crash Dive                                      | Lt. Ward Stewart           | Archie Mayo        | Filmat în Tehnicolor. Ultimul film al lui Power înainte de a servi ca pușcaș marin în timpul celui de-al doilea război mondial |
| 1946 | Pe muchie de cuțit (The Razor's Edge)           | Larry Darrell              | Edmund Goulding    | Film noir. După un roman omonim de W. Somerset Maugham. Altă adaptare în 1984 cu Bill Murray                                   |
| 1947 | Aleea coșmarului (Nightmare Alley)              | Stanton Carlisle           | Edmund Goulding    | Filmat după, dar lansat înainte de Captain From Castile                                                                        |
| 1947 | Căpitanul din Castilia (Captain from Castile)   | Pedro De Vargas            | Henry King         | Filmat în Technicolor |
| 1948 | The Luck of the Irish                           | Stephen Fitzgerald         | Henry Koster       | Lansat inițial cu secvențe colorate în verde                                                                                   |
| 1948 | That Wonderful Urge                             | Thomas Jefferson Tyler     | Robert B. Sinclair | Refacere a Love is News (1937)                                                                                                 |
| 1949 | Principele vulpilor (Prince of Foxes)           | Andrea Orsini              | Henry King         | |
| 1950 | What's My Line                                  | Rolul său/Mystery Guest    | N/A                | Prima apariție la televizor |
| 1950 | The Black Rose                                  | Walter of Gurnie           | Henry Hathaway     | |
| 1950 | American Guerrilla in the Philippines           | Ensign Chuck Palmer        | Fritz Lang         | Alt titlu I Shall Return (UK); filmat în Technicolor                                                                           |
| 1951 | Rawhide                                         | Tom Owens                  | Henry Hathaway     | Alt titlu Desperate Siege. |
| 1951 | The House in the Square                         | Peter Standish             | Roy Ward Baker     | Alt titlu I'll Never Forget You (Statele Unite); filmat în Technicolor                                                         |
| 1952 | Curierul diplomatic (Diplomatic Courier)        | Mike Kells                 | Henry Hathaway     | |
| 1952 | Pony Soldier                                    | Constable Duncan MacDonald | Joseph M. Newman   | Alt titlu MacDonald of the Canadian Mounties (UK); filmat în Technicolor                                                       |
| 1953 | The Mississippi Gambler                         | Mark Fallon                | Rudolph Maté       | Filmat în Technicolor |
| 1953 | King of the Khyber Rifles                       | Capt. Alan King            | Henry King         | Filmat în CinemaScope și color de Deluxe.                                                                                      |
| 1955 | O lungă linie cenușie (The Long Gray Line)      | Martin "Marty" Maher       | John Ford          | Filmat în CinemaScope și Technicolor.                                                                                          |
| 1955 | Untamed                                         | Paul Van Riebeck           | Henry Hathaway     | Filmat în CinemaScope și color de Deluxe                                                                                       |
| 1956 | The Eddy Duchin Story                           | Eddy Duchin                | George Sidney      | Filmat în CinemaScope și Tehnicolor.                                                                                           |
| 1957 | S.O.S: Pericol în larg (Seven Waves Away)       | Alec Holmes                | Richard Sale       | Alt titlu Abandon Ship! |
| 1957 | The Sun Also Rises                              | Jacob "Jake" Barnes        | Henry King         | Filmat în CinemaScope și color de Deluxe                                                                                       |
| 1957 | The Rising of the Moon                          | Rolul său                  | John Ford          | Trei povestiri introduse de Power                                                                                              |
| 1957 | Abandon Ship!                                   | Alex Holmes                | Richard Sale       | |
| 1957 | Martorul acuzării (Witness for the Prosecution) | Leonard Vole               | Billy Wilder       | Ultimul film finalizat al lui Power                                                                                            |
| 1959 | Solomon și regina din Saba (Solomon and Sheba)  | Solomon                    | King Vidor         | Power a murit în timpul producției și a fost înlocuit cu Yul Brynner                                                           |
| 2004 | Jeopardy!                                       | Alex Holmes                | Kevin McCarthy     | Lansat postum (ultimul rol de film)                                                                                            |